# Сен-Жан-де-Бельвіль
Сен-Жан-де-Бельві́ль (фр. Saint-Jean-de-Belleville) — колишній муніципалітет у Франції, у регіоні Овернь-Рона-Альпи, департамент Савоя. Населення — 568 осіб (2011)
Муніципалітет розташований на відстані близько 500 км на південний схід від Парижа, 135 км на схід від Ліона, 50 км на схід від Шамбері.

## Історія
До 2015 року муніципалітет перебував у складі регіону Рона-Альпи. Від 1 січня 2016 року належить до нового об'єднаного регіону Овернь-Рона-Альпи.
1 січня 2019 року Сен-Жан-де-Бельвіль приєднано до муніципалітету Ле-Бельвіль.

## Демографія
Динаміка населення (INSEE ):
Розподіл населення за віком та статтю (2006):
| Стать | Всього | До 15 років | 15-24 | 25-44 | 45-64 | 65-85 | Понад 85 |
| --- | ------ | ----------- | ----- | ----- | ----- | ----- | -------- |
| Чоловіки | 247    | 49          | 24    | 110   | 36    | 28    | 0        |
| Жінки | 221    | 40          | 12    | 97    | 44    | 28    | 0        |
| \| Статево-вікова піраміда \| Статево-вікова піраміда \| Статево-вікова піраміда \| \| ----------------------- \| ----------------------- \| ----------------------- \| \| Чоловіки \| Вік \| Жінки \| \| 0 \| 85 + \| 0 \| \| 0 \| 80-84 \| 0 \| \| 8 \| 75-79 \| 8 \| \| 16 \| 70-74 \| 8 \| \| 4 \| 65-69 \| 12 \| \| 4 \| 60-64 \| 0 \| \| 16 \| 55-59 \| 20 \| \| 12 \| 50-54 \| 4 \| \| 4 \| 45-49 \| 20 \| \| 24 \| 40-44 \| 24 \| \| 33 \| 35-39 \| 28 \| \| 45 \| 30-34 \| 33 \| \| 8 \| 25-29 \| 12 \| \| 8 \| 20-24 \| 0 \| \| 16 \| 15-20 \| 12 \| \| 0 \| 10-14 \| 8 \| \| 12 \| 5-9 \| 12 \| \| 37 \| 0-4 \| 20 \| |        |             |       |       |       |       |          |
| Статево-вікова піраміда |        |             |       |       |       |       |          |
| Чоловіки | Вік    | Жінки       |       |       |       |       |          |
| 0 | 85 +   | 0           |       |       |       |       |          |
| 0 | 80-84  | 0           |       |       |       |       |          |
| 8 | 75-79  | 8           |       |       |       |       |          |
| 16 | 70-74  | 8           |       |       |       |       |          |
| 4 | 65-69  | 12          |       |       |       |       |          |
| 4 | 60-64  | 0           |       |       |       |       |          |
| 16 | 55-59  | 20          |       |       |       |       |          |
| 12 | 50-54  | 4           |       |       |       |       |          |
| 4 | 45-49  | 20          |       |       |       |       |          |
| 24 | 40-44  | 24          |       |       |       |       |          |
| 33 | 35-39  | 28          |       |       |       |       |          |
| 45 | 30-34  | 33          |       |       |       |       |          |
| 8 | 25-29  | 12          |       |       |       |       |          |
| 8 | 20-24  | 0           |       |       |       |       |          |
| 16 | 15-20  | 12          |       |       |       |       |          |
| 0 | 10-14  | 8           |       |       |       |       |          |
| 12 | 5-9    | 12          |       |       |       |       |          |
| 37 | 0-4    | 20          |       |       |       |       |          |

## Економіка
2010 року серед 361 особи працездатного віку (15—64 років) 293 були активними, 68 — неактивними (показник активності 81,2%, у 1999 році було 77,9%). З 293 активних мешканців працювало 279 осіб (150 чоловіків та 129 жінок), безробітними було 14 (7 чоловіків та 7 жінок). Серед 68 неактивних 19 осіб було учнями чи студентами, 25 — пенсіонерами, 24 були неактивними з інших причин.

У 2010 році в муніципалітеті числилось 235 оподаткованих домогосподарств, у яких проживали 546,0 особи, медіана доходів виносила 19 674 євро на одного особоспоживача